# Свиниця
Свиниця (словац. Svinica, пол. Świnica) — гора на основному хребті Високих Татр, розташована на польсько-словацькому кордоні. Вершина складається з двох піків, висота яких відрізняється на 10 метрів. Висота найвищої точки 2301 м.

## Історія
Спроби підкорення гори відомі з початку XIX столяття (Станіслав Сташиць у 1805, невдала спроба). Вперше на нижчу вершину піднялись австрійські офіцери, що виконували топографічні роботи у 1822 році. Підкорення вищої вершини відбулось 22 липня 1867 року татранським провідником Мацеєм Сєчкою. Разом з ним на гору піднялась група дослідників, серед яких був Євгеніуш Янота. Перший зимовий підйом на Свиницю зробив Єжи Маслянка 30 грудня 1907 року, що на той час прирівнювалось до справжнього подвигу.
При підйомах на Свиницю зафіксовано приблизно 30 трагічних випадків (з них кілька самогубств). За цим показником в Татрах вершина поступається тільки Ґевонту. Гора особливо небезпечна під час бурі. 15 серпня 1939 року від ураження блискавкою та паніки загинуло 5 харцерів і їх опікунів.